# Murder Was the Case (musikalbum av Gucci Mane)
Murder Was the Case är det fjärde indiealbumet av den amerikanske rapparen Gucci Mane, släppt den 5 maj 2009. Albumet är inte godkänt av Gucci Mane och anses vara inofficiellt. Trots att albumet var inofficiellt, debuterade den som nummer 23 på Billboard 200 vilket gör den till Gucci Manes tredje högst placerade albumet hittills. Två singlar släpptes från albumet. Den första singeln från albumet är "Stoopid" som toppade som nummer 66 på Hot R&B/Hip-Hop Songs. Den andra var "Runnin' Back". Båda singlarna hade följande versioner av låtarna: huvudsakliga, rena, instrumentala, smutsiga och rena a cappellas. Singelversionerna av båda låtarna är längre än de på albumet ("Runnin' Back" är 4:15 på singeln och endast 3:52 på albumet).

## Låtlista
| Nr | Titel                                 | Producent(er)                    | Gästartist(er) | Längd |
| -- | ------------------------------------- | -------------------------------- | -------------- | ----- |
| 1  | "Runnin' Back (Getting Fat)"          | DJ Speedy                        |                | 3:53  |
| 2  | "Hot!"                                | Zaytoven                         |                | 4:33  |
| 3  | "Block Party"                         | Zaytoven                         |                | 4:20  |
| 4  | "Stoopid"                             | Zaytoven                         |                | 4:33  |
| 5  | "Murder Was the Case (Ox from Belly)" |                                  |                | 0:19  |
| 6  | "Murder for Fun"                      | Mel-Man                          | Ox             | 4:06  |
| 7  | "Trap Money (Remix)"                  | Zaytoven                         | B.A. & Mook    | 3:24  |
| 8  | "Neva Had Shit"                       | Gorilla Zoe                      |                | 4:15  |
| 9  | "Yella Diamonds"                      | Tra Beats                        |                | 3:06  |
| 10 | "Get Low (Like a Lambo)"              | DJ Speedy                        | Selassie       | 3:33  |
| 11 | "Say Damn"                            | DJ Speedy                        |                | 3:03  |
| 12 | "Cuttin' off Fingaz"                  | Zaytoven                         |                | 4:58  |
| 13 | "Gangs"                               | Zaytoven                         | Biz            | 3:19  |
| 14 | "Shittin' Onum"                       | DJ Speedy & Young Dro & Lil Flip |                | 4:36  |

## Listpositioner
| Hitlista               | Position |
| ---------------------- | -------- |
| Top R&B/Hip-Hop Albums | 4        |
| The Billboard 200      | 23       |
| Top Independent Albums | 3        |